# Lazare Hoche
Lazare Hoche (teljes nevén Louis-Lazare Hoche) (Montreuil (Versailles mellett), 1768. június 25. – Wetzlar, 1797. szeptember 18.), francia hadvezér.

## Életpályája
A francia forradalom kitörése előtt a testőrezredben szolgált mint őrmester. Hiányos ismereteit hadtudományi művek olvasásával pótolta, s a forradalmi hadseregben vitézségével és ügyességével annyira kitűnt, hogy egy év alatt hadnagyból tábornok lett (1792). Egy év múlva (1793 novemberében) a moseli hadsereg főparancsnokává nevezték ki, és sikeresen harcolt a poroszokkal és az osztrákokkal, s ez utóbbiakat Elzászból ki is szorította. 
A rémuralom tetőpontján Robespierre hívei őt is gyanúba fogták és fogságba vetették, amelyből csak Robespierre bukása után szabadult ki. 1795 nyarán a konvent a Bretagne-ba betört royalisták ellen küldte, s ő Penthièvre vár elfoglalásával (július 21.) leverte a felkelést. Azután a Vendée-be ment, ahol humánus eljárásával véget vetett a két évig tartó véres polgárháborúnak. 1796 végén azt a megbízást kapta, hogy 20 000 emberrel Írországba törjön, s ott az angolok ellen felkelést támasszon, de a vihar meghiúsította ezt a vállalkozást.
1797 tavaszán, mint a Sambre- és Maas-hadsereg fővezére merészen átkelt a Rajnán, s miután az osztrákokat több kisebb csatában legyőzte, Wetzlarig nyomult. Itt érte őt a leobeni fegyverszünet híre, s nem sokkal ezután hirtelen meghalt. A Direktórium elrendelte a boncolást. A beleiben talált számos fekete folt alapján az orvosok erőszakos halálra gyanakodtak. Valójában a gümőkór okozta halálát. Lazare Hoche a francia forradalom egyik legkiválóbb hadvezére volt, aki nemes jellemével és humánus érzésével is kitűnt.

## Emlékezete
- Emlékét a Rajna mellett (Weissenthurm) és Versailles-ban emelt szobrok őrzik.